# Skunk (Doe Maar)
Skunk is het tweede studioalbum van de Nederlandse popgroep Doe Maar. Het was het tweede studioalbum van de groep en werd in maart 1981 uitgegeven, het zou haar grootste successen pas in 1982 boeken. 

## Inleiding
Telstar, de overkoepelende platenmaatschappij van Killroy zag weinig heil in het opnemen van een tweede album door Doe Maar. Het eerste Doe Maar had maar 1100 exemplaren verkocht. Alhoewel Telstar van Johnny Hoes alles in handen had, viel er geen droog brood mee te verdienen. Doe Maar mocht op aandringen van geluidstechnicus Peter Vincent en zoon Adri-Jan Hoes toch op basis van een beginnerscontract (verdienste van de band was 0,70 cent per elpee, dan nog door vier te delen) de B.M.I. Studio in Weert in eigendom van Telstar zelf in. Vincent en Ernst Jansz kenden elkaar vanuit het verleden. Bassist Piet Dekker had te kennen te geven niet verder te willen. Daarop werd Joost Belinfante gevraagd de baspartij in te vullen. Begin juni 1980 trokken de drie overgebleven leden met Belinfante de B.M.I.Studio in, maar optredens onderbreken de opnamesessies. Voor de concerten vraagt Jansz nog een keer aan Henny Vrienten of hij de gelederen wil komen versterken en op 8 augustus 1980 staat Vrienten met Doe Maar voor het eerste op een podium. Wanneer de opnamen in september 1980 hervat worden, blijkt Vrienten ineens de vaste bassist te zijn. Van de originele opnamen worden drie nummers geschrapt en vervangen door nummers van Vrienten, en Vrienten speelt in overleg met Belinfante de baspartijen opnieuw in.
Wanneer de band het resultaat aan Jacquie Hoes laat horen, ziet zij opnieuw weinig heil in een uitgifte, mede omdat de release dan samen zou vallen met carnaval, hetgeen weinig airplay en ruchtbaarheid mogelijk maakt. Uiteindelijk weet manager Frank van der Meyden de dochter van Hoes over te halen. In maart 1981 wordt de langspeelplaat dan toch vrijgegeven en wel in een zeer opvallende hoes naar idee van Vrienten. Vrienten liet twee spuuglelijke kleuren (roze en groen) tegen elkaar contrasteren en ook de typografie vloekt daarmee.     
Skunk werd het laatste album van Doe Maar waarbij de leadzang verdeeld is over de vier musici; bij toekomstige platen worden dat vooral Vrienten en Jansz.
Opnamen gaan via een vaste werkmethode, basistracks worden aangevuld met allerlei technische snufjes (zoals het toevoegen van koortjes), mogelijk gemaakt door de vernieuwde techniek van de B.M.I. Studio. Vrienten drukt nadrukkelijk zijn stempel op de muziek; hij weet voor wat muziekstijl de nummers beter op elkaar af te stemmen. Vincent daarentegen snijdt boventonen weg en laat alleen microfoons openstaan als de zanger daarachter daadwerkelijk zingt.

## Titel
De titel verwijst naar de originele opnamen. Belinfante levert drie punknummers aan (Ochtendhumeur, Wegwerpaansteker en Nederwiet). Jansz levert twee skanummers. De titel, verzonnen door Jansz, is een samentrekking van beide genres en is ook nog eens een variant cannabis, dat in één van de nummers bezongen wordt. 

## Musici

### Doe Maar
- Henny Vrienten - basgitaar, zang
- Ernst Jansz - toetsen, zang
- Jan Hendriks - elektrische gitaar, zang
- Carel Copier - drums, zang

### Gastmusici
- Joost Belinfante - toeters, zang
- Peter Vincent - techniek

## Muziek
| Nr. | Titel                       | Schrijver(s)     | Duur |
| --- | --------------------------- | ---------------- | ---- |
| 1.  | Sinds 1 dag of 2 (32 jaar)  | Henny Vrienten   | 3:18 |
| 2.  | Te Laat                     | Carel Copier     | 2:01 |
| 3.  | Bella Donna (instrumentaal) | Jan Hendriks     | 3:13 |
| 4.  | Smoorverliefd               | Henny Vrienten   | 3:15 |
| 5.  | Nederwiet                   | Joost Belinfante | 6:52 |

| Nr. | Titel            | Schrijver(s)                   | Duur |
| --- | ---------------- | ------------------------------ | ---- |
| 1.  | Nix voor Jou     | Joost Belinfante, Carel Copier | 4:06 |
| 2.  | Mis              | Ernst Jansz                    | 2:52 |
| 3.  | Rumah Saya       | Ernst Jansz                    | 4:04 |
| 4.  | De Laatste X     | Henny Vrienten                 | 4:53 |
| 5.  | Dansen Met Alice | Ernst Jansz                    | 2:45 |

## Nasleep
Onder aanvoering van de eerste single "Sinds 1 dag of 2 (32 jaar)", die vrijwel gelijktijdig wordt uitgebracht en een hitje wordt, worden van Skunk in 1981 circa 80.000 exemplaren verkocht. Een tweede single "Smoorverliefd" dat net geen hitje wordt, draagt er minder aan bij. De verkoop start nogal traag, pas vier maanden na het uitbrengen belandt Skunk in de voorloper van de Album Top 100; het staat “slechts” zes weken genoteerd met een hoogste positie op tien.    
In de ogen van Telstar nog geen eclatant succes, maar wanneer opvolger Doris Day en andere Stukken in 1982 wordt uitgebracht, lopen de verkoopcijfers op. Het album komt terug in de albumlijst en blijft er 51 weken staan met meerdere malen top 10-noteringen en één week op plaats 1 (18 december 1982) (drie weken in de LP Top 50). Uiteindelijk schatte Peter Voskuil dat er 250.000 exemplaren verkocht worden. Een bescheidener aantal wordt verkocht in België. Band en Vincent vinden het verschil te groot; het vermoeden ontstaat dat Telstar die verkoopcijfers niet meetelt, maar zullen dat nooit kunnen bewijzen.